# Lakshmi and me
India Steps - Lakshmi and me er en dansk dokumentarfilm fra 2007 med instruktion og manuskript af Nishtha Jain.

## Handling
"Hvilken synd har jeg begået, siden jeg skulle fødes som en kvinde?" undrer Lakshmi sig. Hun er 21 år og tjenestepige i Mumbai. Hun arbejder 10 timer om dagen, 7 dage om ugen. En af hendes arbejdsgivere gennem flere år er instruktøren Nishtha Jain. I denne dokumentarfilm skildrer hun deres indbyrdes forhold og følger Lakshmi hjemme hos hende selv, hvor hun er chefen, og i andre husholdninger, hvor hun er tjenestepigen. Nishtha filmer gennem halvandet år med dramatiske omskiftninger, hvor blandt andet sygdom og et kærlighedsforhold skaber uforudsete problemer for Lakshmi. Efterhånden som Nishtha bliver trukket mere og mere ind i Lakshmis liv, er hun tvunget til at sætte spørgsmålstegn ved mange af de ting, hun tidligere har taget for givet i sit eget liv.